# Саммервілл (Джорджія)
Саммервілл (англ. Summerville) — місто (англ. city) в США, в окрузі Чаттуга штату Джорджія. Населення — 4435 осіб (2020).

## Географія
Саммервілл розташований за координатами 34°28′44″ пн. ш. 85°20′57″ зх. д. / 34.47889° пн. ш. 85.34917° зх. д. (34.478751, -85.349071).  За даними Бюро перепису населення США в 2010 році місто мало площу 10,40 км², уся площа — суходіл.

## Демографія
Згідно з переписом 2010 року, у місті мешкали 4534 особи в 1842 домогосподарствах у складі 1098 родин. Густота населення становила 436 осіб/км².  Було 2159 помешкань (208/км²).
Расовий склад населення:
| - 72,2 % — білих - 24,3 % — чорних або афроамериканців - 0,4 % — корінних американців - 0,2 % — азіатів |

До двох чи більше рас належало 2,2 %. Частка іспаномовних становила 2,0 % від усіх жителів.
За віковим діапазоном населення розподілялося таким чином: 22,5 % — особи молодші 18 років, 59,5 % — особи у віці 18—64 років, 18,0 % — особи у віці 65 років та старші. Медіана віку мешканця становила 41,1 року. На 100 осіб жіночої статі у місті припадало 84,2 чоловіків;  на 100 жінок у віці від 18 років та старших — 79,7 чоловіків також старших 18 років.
Середній дохід на одне домашнє господарство  становив 37 276 доларів США (медіана — 21 662), а середній дохід на одну сім'ю — 53 843 долари (медіана — 31 000). Медіана доходів становила 35 435 доларів для чоловіків та 28 560 доларів для жінок. За межею бідності перебувало 30,5 % осіб, у тому числі 43,6 % дітей у віці до 18 років та 23,3 % осіб у віці 65 років та старших.
Цивільне працевлаштоване населення становило 1435 осіб. Основні галузі зайнятості: виробництво — 43,6 %, освіта, охорона здоров'я та соціальна допомога — 22,4 %, фінанси, страхування та нерухомість — 8,3 %, мистецтво, розваги та відпочинок — 5,9 %.